# بونگهوا-وپ
بونگهوا-وپ (به لاتین: Bonghwa-eup) یک منطقهٔ مسکونی در کره جنوبی است که در Bonghwa County واقع شده‌است. بونگهوا-وپ ۷۴٫۲۷ کیلومتر مربع مساحت و ۱۰٬۷۳۶ نفر جمعیت دارد.